# Кристенсен, Джеймс
Джеймс К. Кристенсен (англ. James C. Christensen; 26 сентября 1942 — 8 января 2017) — американский иллюстратор и художник религиозного и фэнтезийного искусства.
Кристенсен родился и вырос в Калвер-Сити, штат Калифорния. Кристенсен начал свое обучение в колледже Санта-Моники. Он учился в Калифорнийском университете в Лос-Анджелесе и получил степень магистра в Университете Бригама Янга (BYU). Кристенсен начал писать маслом только после того, как начал учиться в BYU.

## Карьера
Кристенсен начал свою карьеру в качестве вольнонаемного иллюстратора и преподавателя рисования в средней школе. Был преподавателем в BYU с 1976 по 1997 год. Он неоднократно утраивал выставки свои работы по всей территории США и получал заказы от медиа-компаний на создание художественных работ для своих изданий, таких как Time-Life Books и Omni.
Джеймс появился в эпизоде шоу ABC Extreme Makeover: Home Edition в 2005 году. Он создал картину, изображающую каждого члена семьи в образе феи. Команда дизайнеров снимала фрагмент в его студии. Гринвичская мастерская пожертвовала обрамленный Двор фей, который Кристенсен подарил семье для этой комнаты.
Он говорил, что его вдохновляли мифы, басни и сказки. Он использовал многослойную средневековую и ренессансную одежду и сгорбленные спины, символизирующие бремя, которое мы несем в жизни.
Одним из его фирменных знаков были летающие или плавающие рыбы, и он объяснил: «В моих картинах рыба обычно символизирует чудо и мудрость. Я часто рисую рыбу, плавающую в воздухе, чтобы напомнить зрителю, что это новая реальность, что в мире есть магия.» Компания Pixar обратилась к нему за консультацией по мультфильму «В поисках Немо», но он отказался так как работал над фреской для церкви СПД.
Кристенсен написал несколько фресок для Церкви Иисуса Христа Святых последних дней (Церковь СПД).

## Разногласия
Книга Кристенсена «Путешествие бассета» (англ. Voyage of the Basset) стала источником споров в 2006 году, когда житель штата Юта, потребовал, чтобы книга была изъята из обращения в отделе «подростковая литература». Библиотечный совет округа Дэвис проголосовал за то, чтобы сохранить книгу в обращении.

## Личная жизнь
Кристенсен был женат на Кэрол Кристенсен, и у них было пятеро детей. Он был членом церкви СПД. Кристенсен был сопредседателем Мормонского фонда искусств. Он жил в Ореме, штат Юта, в доме, который он спроектировал, наполненном тайными ходами и скульптурами, вдохновленными его картинами. Кристенсен умер от рака 8 января 2017 года.

## Награды
Кристенсен был назван Художественным сокровищем Юты, одним из 100 лучших художников Юты по версии Художественного музея Спрингвилла, и получил губернаторскую премию за искусство от художественного совета Юты. Он был президентом национальной академии фантастического искусства.
Его работа была показана на обложке Leading Edge issue #41, выиграв ему премию Чесли в 2002 году. Работы Кристенсена появились в ежегоднике American Illustration Annual и в журнале Japan’s Outstanding American Illustrators. Он также получил все награды Worldcon и множество наград Чесли от Ассоциации художников научной фантастики и фэнтези.